# Municipio de Cufré
El municipio de Cufré es uno de los municipios del departamento de Colonia, Uruguay. Su sede es la localidad homónima.

## Ubicación
El municipio se encuentra localizado en la zona este del departamento de Colonia.

## Características
El municipio fue creado por decreto 015/2022 del 12 de mayo de 2022 de la Junta departamental de Colonia. El mismo establece la creación del municipio, siendo su delimitación territorial la prevista en la circunscripción electoral de la serie NEA.

## Autoridades
La autoridad del municipio es el Concejo Municipal, compuesto por el Alcalde y cuatro Concejales.
El primer Alcalde de Cufré, Colonia es el Cr. Anthony Müller.